# Жена на месяц
«Жена́ на ме́сяц» (англ. A Wife for a Month) — трагикомедия английского драматурга Джона Флетчера. Впервые поставлена лондонской актёрской труппой «Слуги короля» в театре «Блэкфрайерс» в 1624 году (разрешение королевского распорядителя увеселений на постановку датировано 27 мая); написана, по-видимому, чуть раньше в том же году.

## Содержание
Действие происходит в Неаполитанском королевстве. Законный наследник престола Альфонсо болен душевной болезнью (меланхолией), поэтому королевством правит его младший брат — тиран Федериго.
Федериго увлекается фрейлиной жены, добродетельной Эвантой, и при содействии своего приспешника — порочного брата Эванты, Сорано — пытается добиться её расположения. Эванта, влюблённая в молодого придворного Валерио, отвергает Федериго. Тогда Федериго позволяет Валерио взять Эванту в жёны, но обещает казнить его через месяц.
Исполнить угрозу Федериго не удаётся. По его приказу Сорано даёт Альфонсо яд, однако Альфонсо, пережив мучительную горячку и пересилив отраву, внезапно полностью излечивается и обретает здоровый рассудок. Подданные свергают Федериго и возводят на трон Альфонсо; Федериго же вместе с Сорано отправляют в монастырь.

## Публикации
Пьеса впервые издана в первом фолио Бомонта и Флетчера (1647). Включена также во второе фолио (1679).
На русский язык переводилась один раз — Юрием Корнеевым; перевод впервые опубликован в составе двухтомного собрания сочинений Бомонта и Флетчера в 1965 году.